# Rijksbeschermd gezicht Winsum / Obergum
Gezicht Winsum / Obergum is een van rijkswege beschermd dorpsgezicht in Winsum in de Nederlandse provincie Groningen. De procedure voor aanwijzing werd gestart op 6 september 1979. Het gebied werd op 7 mei 1982 definitief aangewezen. Het beschermd gezicht beslaat een oppervlakte van 13,3 hectare.
Panden die binnen een beschermd gezicht vallen krijgen niet automatisch de status van beschermd monument. Wel zal de gemeente het bestemmingsplan aanpassen om nieuwe ontwikkelingen in het gebied te reguleren. De gezichtsbescherming richt zich op de stedenbouwkundige en cultuurhistorische waardering van een gebied en wil het toekomstig functioneren daarvan veiligstellen.